# Crassula globularioides
Crassula globularioides är en fetbladsväxtart. Crassula globularioides ingår i släktet krassulor, och familjen fetbladsväxter.

## Underarter
Arten delas in i följande underarter:
- C. g. globularioides
- C. g. illichiana